# Vlajka Jižní Koreje

Jihokorejská vlajka
Poměr stran: 2:3

Vlajka Jižní Koreje, oficiálně Korejské republiky, v korejštině oficiálně nazývaná Tchägukki (태극기 / 太極旗), je tvořena bílým listem o poměru stran 2:3, v jehož středu se nachází tchäguk (태극) tj. červeno-modrý symbol jin a jang ve tvaru ležatého písmene S (modrá část je dole, červená nahoře). V každém ze čtyř rohů se nachází jeden trigram, kombinace tří plných a přerušovaných černých, rovnoběžných čar.
V současné podobě platí od října 1997, kdy byly upraveny barevné odstíny.

Rozměry jihokorejské vlajky
Vlajka jihokorejského prezidenta Poměr stran: 2:3
Jihokorejská lodní vlajka (Naval Jack) Poměr stran: 2:3

## Symbolika
Symbol tchäguk odráží staletou tradici harmonie dvou protikladů jin – jang (světlo – tma; mužský aspekt – ženský aspekt; vnitřní – vnější atd.), který se odvíjí od taoismu, ale je přítomný ve všech myšlenkových směrech přítomných v Koreji – v konfucianismu, buddhismu, šamanismu (kromě křesťanství).
Bílé pozadí vlajky symbolizuje světlo a čistotu. Vyjadřuje touhu korejského národu po míru.
Korejské trigramy (kwae) jsou kultovní znaky se světonázorovým obsahem. Dohromady vyjadřují kosmickou harmonii a jednotu. Je to ideál národní prosperity a univerzální pravdy, který dávají do popředí všichni Korejci.
| Nebe čín. 天; kor. 건, geon/kon; Síla; Jaro; Východ; Kov; Ctnost; ♂ (muž) | Voda čín. 水; kor. 감, gam/kam; Propast; Zima; Sever; Měsíc; Moudrost     |
| Oheň čín. 火; kor. 리, ri/i; Lesk; Podzim; Jih; Slunce; Slušnost          | Země čín. 地; kor. 곤, gon/kun; Pole; Léto; Západ; Spravedlnost; ♀ (žena) |

## Historie
Již na přelomu našeho letopočtu, existovaly na Korejském poloostrově první státy - např. Tři království Koreje (Kogurjo, Pekče a Silla), které byly roku 668 sjednoceny do tzv. Sjednocené Silly. Toto království roku 935 ovládl stát Korjo (odtud evropský název Korea). Ve 13.–14. století byla země po nájezdech mongolů vazalským státem dynastie Jüan. Roku 1392 vystřídala posledního krále Korja dynastie Čoson (Ri) a roku 1393 vznikl Velký čosonský stát. V letech 1636–1637 vpadli na poloostrov Mandžuové a Korea se stala čínským (Říše Čching) vazalem.
Královská vlajka dynastie Čoson byla tvořena tmavě červeným listem s úzkým, žlutým lemem (ve zdroji je ještě další, zelený, pilovitý lem). Uprostřed byl starý žluto-bílý symbol kosmu um-yang (čínsky yin-yang), obklopený osmi trigramy. Symbol kosmu vyjadřoval dualismus vesmíru, dokonalou harmonií, rovnováhu mezi protiklady a neustálý pohyb ve sféře nekonečna.

Královská vlajka Korjo[zdroj?]
Vlajka dynastie Čoson

Od 17. století se země izolovala od okolního světa a až v letech 1876–1885 byla tato izolace prolomena evropskými koloniálními státy a USA. Země do té doby neužívala (neměla potřebu) žádnou národní vlajku. Absence vlajky se projevila až v roce 1876 při jednání mezi Koreou a Japonskem. Japonsko přitom ze stejného důvodu také až do roku 1870 (po více než 200 let) neužívalo žádnou vlajku. Další jednání se zahraničím, a tím i potřeba vlastní vlajky, nastala v letech 1880 a 1882 (Shufeldtova smlouva). Datum vzniku a autor korejské vlajky jsou nejasné a existuje několik variant vzniku:
- duben 1882, čínsko-korejská schůzka, čínský delegát Ma Čien-Čung doporučil Korejcům červeno (král) modrý (poddaní) emblém a kolem nakreslil osm trojic čar, odpovídající tehdejšímu počtu provincií. Počet trigramů byl zredukován v srpnu 1882 poté, co vlajku ukázal (na lodi do Japonska) korejský velvyslanec Pak Jong-Hjo britskému kapitánovi Jamesovi a tomu se zdála příliš složitá.
- září 1882, loď do Japonska, velvyslanec Pak Jong-Hjo navrhl vlajku, protože považoval za nutné uzavřít smlouvu s Japonskem pod korejským symbolem. 25. září začal vlajku užívat a 3. října oznámil tuto vlajku králi Kodžongovi. Král tuto vlajku prohlásil 3. března 1883 za oficiální. Dle jiných zdrojů byla vlajka zavedena 27. ledna 1883.

Vlajka byla tvořena bílým listem, s uprostřed umístěným kruhovým, červeno-modrým piktogramem. Tento emblém obklopovaly čtyři trojice modrých trigramů. Poměr stran byl přibližně 5:6. Jiné zdroje zobrazují vlajku s poměrem 5:8 a jinými pozicemi jednotlivých trigramů, nebo s menším emblémem a obrácenými barvami na něm a zcela jinými pozicemi trigramů.
Bílá barva vlajky symbolizovala čistotu myšlenek a zdůrazňovala korejskou snahu o mír, právo a lidskost. Piktogram symbolizoval základní krédo buddhismu, vycházející z jednoty protikladů. Uzavřený kruh (t‘aeguk) představoval absolutno, červená (yang) a modrá (um) část představovala filozofické kategorie: duch-hmota, dobro-zlo, den-noc, muž-žena nebo klad-zápor. Trigramy (kwae) symbolizovaly nebe (horní roh), oheň (dolní roh), vodu (horní cíp) a zemi (dolní cíp). Kromě toho symbolizují světové strany, roční období apod.
Po čínsko-japonské válce o Koreu a podpisu Šimonosecké mírové smlouvy byla definitivně ukončena čínská nadvláda nad Koreou a 12. října 1897 bylo vyhlášeno korejské císařství Velký Han. Státní vlajkou se stala vlajka z roku 1883, pro absenci jakéhokoli zákona se však vyobrazení vlajky (v různých vexilologických publikacích) v detailech liší. Až 19. prosince 1900 vydala korejská vláda směrnici o rozměrech. Vlajkový list měl mít rozměry 61 × 55 cm a průměr emblému byl 21 cm.

První verze korejské vlajky (ilustrace z roku 1882)

Po rusko-japonské válce (1904–1905) byly v letech 1905 a 1907 uzavřeny smlouvy o japonském protektorátu Koreje. Ten byl vyhlášen 21. prosince 1905. Pro generálního rezidenta (nejvyšší japonský představitel v protektorátu) byla 14. února 1906 zavedena vlajka, která byla tvořena světle modrým listem s japonskou vlajkou v kantonu. Světle modrá vlajka (oproti zdroji je vyobrazen tmavší odstín) symbolizovala spravedlnost, krásu a filantropii. Vlajka prakticky nahradila korejskou vlajku a po jejím zrušení 22. srpna 1910 (oficiální vyhlášení anexe Koreje Japonskem) se vyvěšovala pouze vlajka Japonského císařství. Korejská vlajka byla Japonci zakázána.
V letech 1919–1948 působila v Číně exilová prozatímní vláda, která užívala vlajku, jejíž podobu určoval zákon z 29. června 1942. Na bílém listu o poměru stran 2:3 byl emblém (ve tvaru obráceného písmene S) dělen vertikálně tak, že červená část byla blíže žerdi a trigramy (nyní černé) byly ve stejném postavení jako na vlajce z roku 1883 (není obrázek).
Po konci II. světové války (15. srpna 1945 oznámil japonský císař Hirohito kapitulaci) obsadila severní část Korejského poloostrova Rudá armáda a jižní část armádou Spojených států amerických. V jižní části poloostrova se začala užívat tehdejší vlajka USA.

Vlajka japonského generálního rezidenta v Koreji (1906–1910) Poměr stran: 2:3
Japonská vlajka v Koreji (1910–1945) Poměr stran: 2:3
Vlajka Spojených států amerických (48 hvězd) v Jižní Koreji (1945–1948) Poměr stran: 10:19

15. srpna 1948 došlo v jižní části k vyhlášení Korejské republiky a začaly být vyvěšovány vlajky, vycházející z doby před japonskou okupací, zvláště z vlajky exilové vlády ale i jiné varianty (horizontální dělení emblému – horní červená nebo s opačným postavením trigramů v horním rohu a cípu). V lednu 1949 byla proto vytvořena komise pro kodifikování způsobu výroby národní vlajky. 25. ledna 1950 byla zavedena vlajka Korejské republiky v (téměř) současné podobě.
21. února 1984 byly mírně změněny vzdálenosti mezi čárami trigramů a v říjnu 1997 byly upraveny barevné odstíny.

Jihokorejská vlajka (1945–1948) Poměr stran: 2:3
Jihokorejská vlajka (1948–1949) Poměr stran: 2:3
Jihokorejská vlajka (1949–1984) Poměr stran: 2:3
Jihokorejská vlajka (1984–1997) Poměr stran: 2:3
Jihokorejská vlajka (1997–2011) Poměr stran: 2:3

## Zákony
Zatím posledním právním předpisem týkající se korejské státní vlajky je:
- 26. ledna 2007 – Zákon o vlajce Korejské republiky č. 8272
  - 30. května 2011 – novelizace č. 10741
  - 28. ledna 2014 – novelizace č. 12342

Prováděcí vyhláška k tomuto zákonu (Prezidentská vyhláška č. 24425 ze dne 23. března 2013) definuje přesně odstíny barev. V systému Pantone je červená barva 186c a modrá 294c.

## Vlajky jihokorejských provincií
Jižní Korea se administrativně člení na jedno speciální (hlavní) město (Soul), jedno speciální autonomní město (Sedžong), šesti metropolitních měst, sedmi provincií a dvou speciálních autonomních provincií. Všechny tyto jednotky užívají vlastní vlajku. (Galerie vlajek není kompletní.)

Hlavní město Soul Poměr stran: 2:3
Autonomní město Sedžong Poměr stran: 2:3
Metropolitní město Tegu (nesouhlasí se zdrojem) Poměr stran: 2:3
Provincie Kangwon Poměr stran: 2:3